# Cultura de las islas Feroe

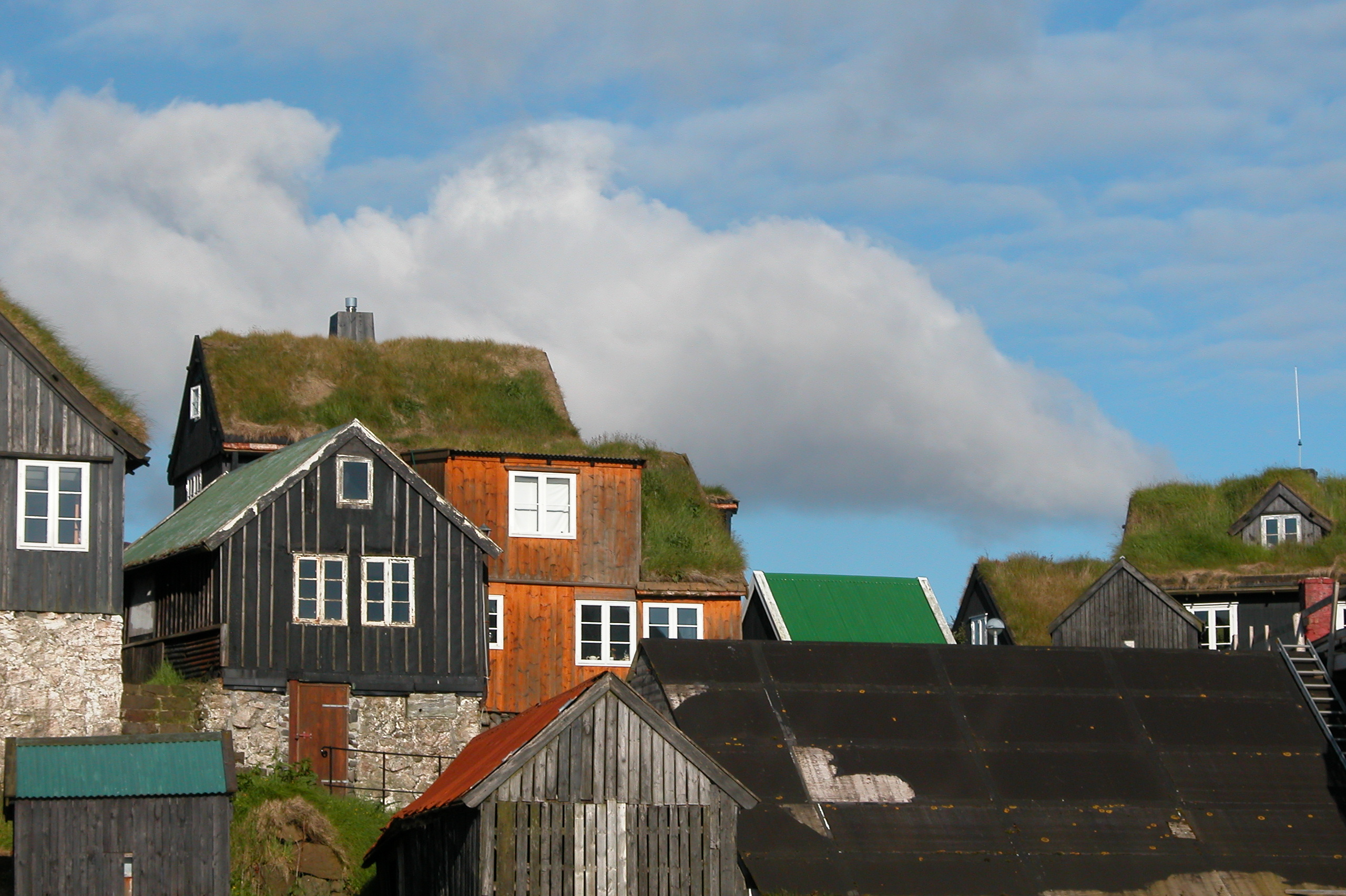
Casas tradicionales de las Islas Feroe con techo de césped en Reyni, Tórshavn. La mayoría de la gente construye ahora casas más grandes y con otros tipos de tejados, pero el tejado de césped sigue siendo popular en algunos lugares.

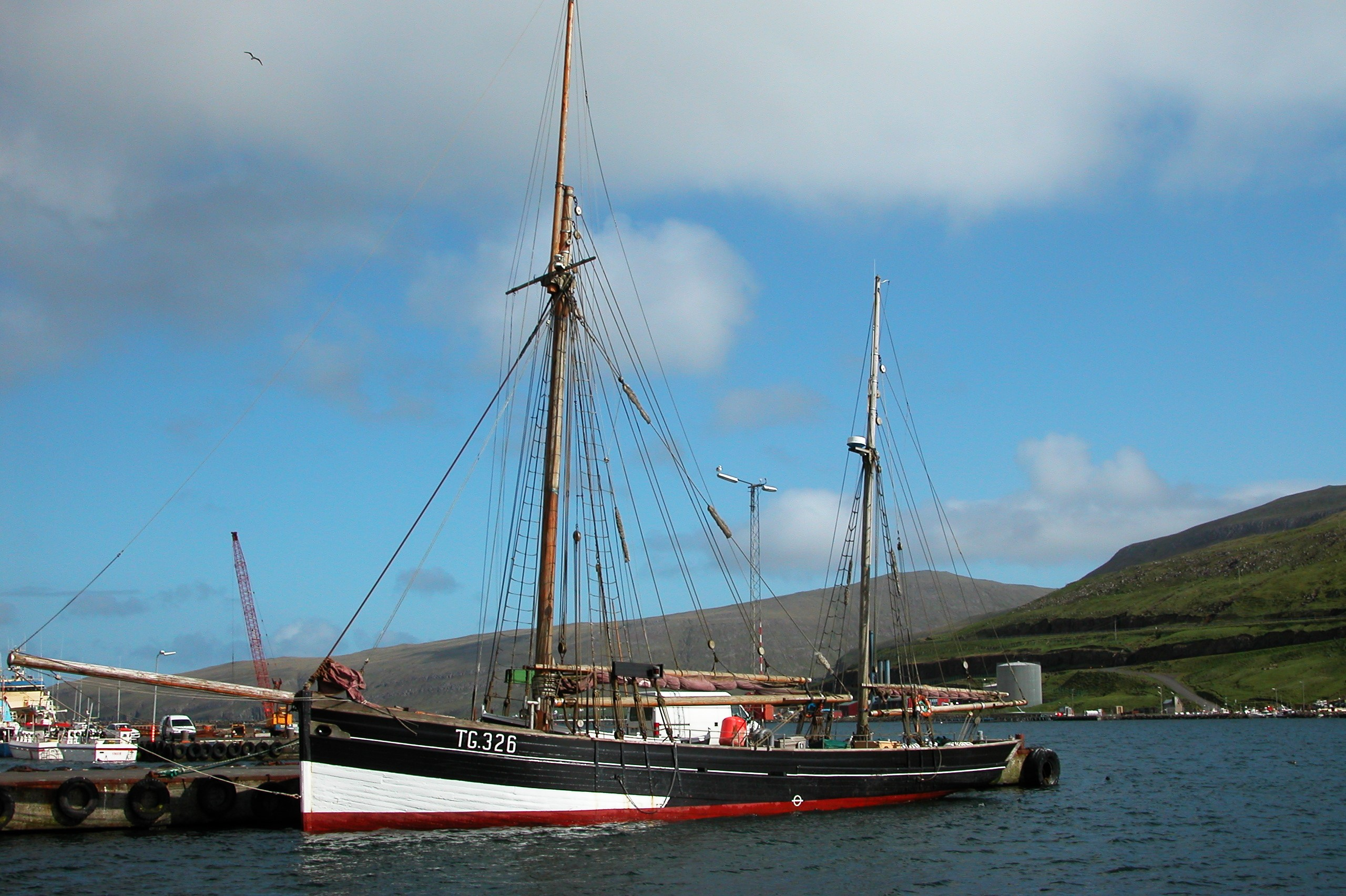
El Johanna TG 326 se construyó en Sussex (Inglaterra) en 1884, pero se vendió al pueblo Vágur en las Islas Feroe en 1894, donde fue un buque pesquero hasta aproximadamente 1972. Fue restaurado en los años 80 y ahora ofrece viajes de placer.

La cultura de las islas Feroe hunde sus raíces en la cultura nórdica. Durante largo tiempo las islas Feroe han estado aisladas de las fases y movimientos culturales que se han extendido por Europa, lo que significa que han conservado gran parte de su cultura tradicional autóctona. El lenguaje hablando en las islas es el feroés. Es una de las tres lenguas escandinavas insulares que desciende del Nórdico Antiguo que se hablaba en Escandinavia durante la Era Vikinga, siendo las otras el islandés y el extinto lenguaje norn, que se cree era muy similar al feroés. Hasta el siglo XV el feroés tenía una ortografía similar al islandés y el noruego, pero tras la Reforma Protestante de 1538 los gobernantes daneses prohibieron su uso en escuelas, iglesias y documentos oficiales. Sin embargo los feroeses mantuvieron una rica tradición oral a pesar de que durante tres siglos apenas escribieron en su idioma. Todos los poemas e historias en lengua feroesa se han conservado oralmente. Las obras literarias se dividen en sagnir (históricas), ævintyr (cuentos) y kvæði (baladas), a menudo compuestas para ser acompañadas de música y danzas medievales. Gran parte de la tradición oral feroesa fue transcrita durante el renacimiento cultural del siglo XIX.

## Música y danza
La música tradicional feroesa es principalmente vocal y no suele ser acompañada con instrumentos musicales. Solo en la capital, Tórshavn, instrumentos como el violín eran utilizados en el pasado. Cuando el comercio se incrementó en el siglo XX los feroeses comenzaron a utilizar instrumentos importados. Gran parte de la música y los instrumentos importados solo están extendidas en la capital.
La danza de cadena es un tipo de baile que solo sobrevivió en las islas Feroe, mientras que en otros países europeos fue prohibida por la Iglesia, debido a sus orígenes paganos. Normalmente se baila en círculo, pero cuando muchas personas participantes normalmente se dejan llevar girando dentro del círculo.
La siguiente descripción es de V. U. Hammershaimb, Færøsk Anthologi, 1891:
La historia de la balada es escuchada por todos con gran interés y si ocurre algo especialmente agradable o emotivo, puedes percibirlo en la mirada y movimiento de los danzantes -cuando se describe la furia de una batalla, las manos se aprietan, y cuando está a punto de llegar la victoria, los movimientos se vuelven alegres.
La danza de cadena es tan importante como elemento cultural para los feroeses que la llaman "danza feroesa". Sin embargo, la danza no tiene la misma popularidad que en el pasado, especialmente entre las generaciones más jóvenes.
La banda de folk metal Týr es quizá el mayor exponente musical de las Islas para con el resto del mundo.

## Arte y Literatura
La literatura feroesa en el sentido tradicional de la palabra solo se ha desarrollado en los últimos dos siglos, debido principalmente a que el lenguaje feroés no fue escrito y estandarizado hasta 1890 (En 1854 Venceslaus Ulricus Hammershaimb publicó una gramática para el feroés moderno que todavía se utiliza hoy. Elaboró una ortografía consistente y coherente con la tradición escrita que se extendía hasta el nórdico antiguo). El danés también fue fomentado a expensas del feroés. De todas formas, entre los feroeses han surgido varios escritores y poetas. Los más famosos de estos autores son Jørgen-Frantz Jacobsen (conocido por su novela Barbara) y William Heinesen. Ambos autores escribían en danés. Otros autores famosos de las islas Feroe son Heðin Brú (El anciano y sus hijos) y Jóanes Nielsen. Entre los poetas feroeses destacan los hermanos Janus y Hans Andreas Djurhuus y Rói Patursson. Tanto Heinesen como Patursson han recibido el premio literario del Consejo Nórdico.
Como ocurrió con la literatura, la pintura feroesa realmente no se desarrolló hasta el siglo XX. Entre los pintores feroeses más destacados se encuentran entre otros, Sámal Joensen-Mikines, Ingálvur av Reyni, Ruth Smith, Tróndur Patursson, Steffan Danielsen y Amariel Norðoy.

## Artesanía
El encaje es una artesanía tradicional de los feroeses. El rasgo más distintivo de los encajes feroeses son sus chales de forma triangular. Cada chal consiste de dos paneles triangulares, una pieza trapezoida y un borde elaborado.

## Deportes
El fútbol es el deporte más popular de las islas Feroe, seguido de cerca por el balonmano, voleibol y remo. El 60 % de quienes practican deporte en las islas juegan al fútbol. La victoria por 1-0 sobre Austria el 12 de septiembre de 1990 todavía se considera el día más grande de la historia del fútbol en las islas, pero el equipo nacional también ha obtenido resultados impresionantes contra equipos superiores en casa.
A 1 de julio de 2008 el equipo de fútbol de las islas Feroe había jugado 48 partidos de los que ganó 3, empató 5 y perdió 40.
Cinco instituciones diferentes disponen de equipos de fútbol infantiles, a los que asisten unos 1000 niños cada año. Todi Jónsson es posiblemente el futbolista más famoso de las Islas Feroe. Jugó para el FC Copenhague en Dinamarca y fue el mejor marcador en la temporada 2002/2003.
Las Islas Feroe compiten en los Juegos de las Islas biannuales que se celebran desde 1989.